# Gururi no koto
Gururi no koto (ぐるりのこと。) (titre international : All Around Us) est un film japonais réalisé par Ryōsuke Hashiguchi sorti le 7 juin 2008.

## Synopsis
1993 : Kanao et Shoko forment un couple heureux mais qui va subir la perte de leur nouveau-née. Kanao travaille en tant que dessinateur dans les tribunaux, croquant les accusés des procès marquants de l'époque. L'histoire s'étire sur une dizaine d'années. Shoko vivant désormais dans la dépression, Kanao cherche à vivre avec sa douleur tout en essayant de soutenir sa femme.

## Distribution
- Lily Franky
- Tae Kimura
- Mitsuko Baishō
- Susumu Terajima
- Tamae Ando
- Minori Terada
- Akira Emoto
- Norito Yashima
- Seiichi Tanabe
- Ryō Kase
- Reiko Kataoka
- Hirofumi Arai

## Récompenses et distinctions
33e Hōchi Film Awards :  
- Prix : Meilleur réalisateur - Ryōsuke Hashiguchi

32e Prix de l'académie du Japon  : 
- Prix : Meilleure actrice (Tae Kimura)